# Богуславский, Эдвард (историк)
Эдвард Ромуальд Богуславский (пол. Edward Romuald Bogusławski; 7 февраля 1848, Варшава Царство Польское Российская империя — 19 марта 1917, Варшава) — польский историк, публицист, славянофил.

## Биография
Сын писателя Эдварда Богуславского, брат писательницы Марии Богуславской. В 1865—1869 обучался на историко-филологическом отделении Варшавской главной школы. С 1870 работал домашним учителем в Варшаве. С 1908 г. член Варшавского научного общества.
По убеждениям панславист, считал главным врагом Польши и славян, в целом, Германию. Стремился к укреплению связей с Россией. Отдельные его этимологические заключения и некоторые политические взгляды вызвали против него суровые порицания польской критики.
Автор сочинений «История славян» («Historja Słowian», Краков, 1888), «История Польши» («Historja Polski», Краков, 1889). В своих трудах доказывал, что славяне являются автохтонным народом, заселявшим территории между Рейном, Вислой и Западной Двиной.
В своих сочинениях пытался ввести новую польскую графику, более или менее похожую на графику чешскую.
Похоронен на варшавском кладбище Старые Повонзки.

## Избранные сочинения
- Доказательства автохтонности Славян на территориях, занимаемых ими в средние века / Dowody autochtonizmu Słowian na przestrzeni zajmowanej przez nich w wiekach średnich, 1912;
- История Польши / Historia Polski, 1889
- История славян / Historia Słowian, 2 тома, 1888—1889;
- Славянская история, представленная в Берлинском суде / Historia słowiańska przedr. sądem w Berlinie, 1889;
- Лито-вендские и Вендские названия гор, рек, озёр и поселений в Европе / Lito-windyjskie i Windyjskie nazwy gór, rzek, jezior i osad w Europie, 1889;
- Метод и средства изучения времён доисторического прошлого славян / Metoda i środki poznania czasów przedhistorycznych przeszłości Słowian, 1901;
- Начало Иллирийской Хорватии / Początki Chorwacji Illiryjskiej, 1893;
- Славянская проблема / Problemat słowiański, 1889.